# Wolferstetter Brauerei

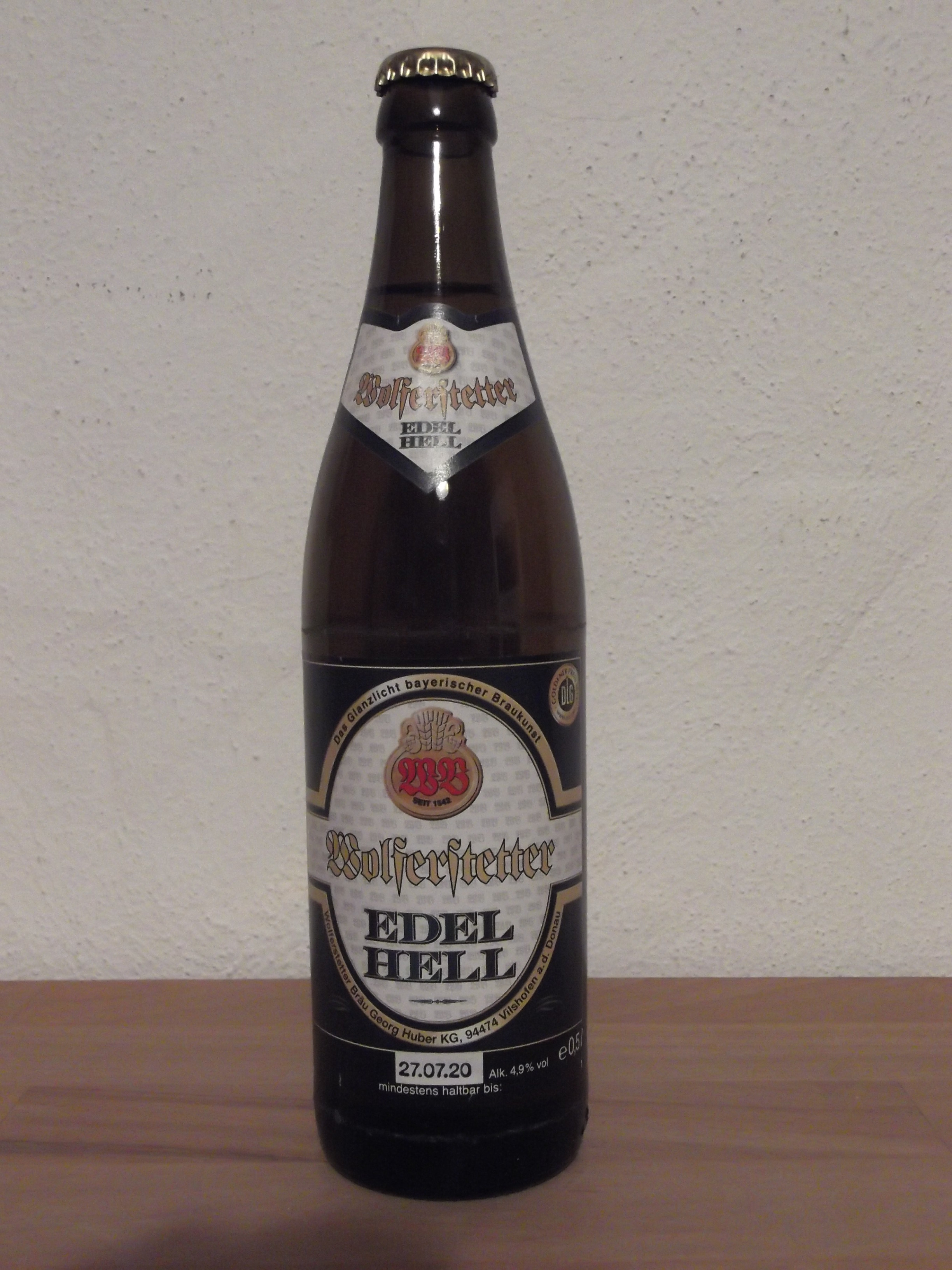
Wolferstetter Edel Hell

Der Wolferstetter-Bräu ist eine Brauerei in der niederbayerischen Stadt Vilshofen. Sie ist die einzige Brauerei der Stadt, ihr Ausstoß beträgt 95.000 hl jährlich.

## Geschichte
1907 übernahm Franz Wolferstetter eine der früher sechs Brauereien in Vilshofen, den Schreckinger-Bräu. In dieser Brauerei war bereits die Grollsche Brauerei aufgegangen (der Erfinder des Pils, Josef Groll, stammte aus dieser Brauerei). Der Wolferstetter Keller, ein ca. 200 Jahre alter Lagerkeller für Bier und ein darüberliegendes Traditionsgasthaus, gehören ebenfalls zur Brauerei. Der Wolferstetter-Bräu ist weiterhin ein familiengeführtes Unternehmen.

## Lohnbrauverfahren
Seit 2011 werden für Weißbräu Josef Bayer (Deggendorf) sämtliche Weißbiere der Marken BayerWeizen und Lidwina in Flaschen hergestellt. Dies geschieht auf Basis der Rezepte und Brauverfahren von Weißbräu Josef Bayer.

## Produkte
Die Produktpalette umfasst die Biersorten Export Hefe Weizen, Dunkles Weizen, Leichtes Weizen, Edel Hell, Festbier, Lager, Josef Groll Pils, Urtyp Export Hell, Hopfen Leicht, Radler, Weizen Fit, Hell Alkoholfrei, Bock, Weizen Bock und Dunkel. Abgefüllt wird ausschließlich in Kronkorkenflaschen.